# Автоморфизм графа

Наименьшее асимметрическое дерево

Наименьший асимметрический граф

Автоморфизм графа есть отображение множества вершин на себя, сохраняющее смежность. Множество таких автоморфизмов образует вершинную группу графа или просто группу графа. Группа подстановок на множестве ребер называется реберной группой графа, которая тесно связана с вершинной:
Реберная и вершинная группы графа изоморфны тогда и только тогда, когда имеется не более одной изолированной вершины, и нет компонент связности состоящих из единственного ребра.
Граф, для которого единственный возможный автоморфизм это тождественное отображение, называется асимметрическим. Наименьшее асимметрическое дерево имеет семь вершин, а наименьший асимметрический граф шесть вершин и столько же ребер.
Для любой конечной группы найдётся такой конечный неориентированный граф, что его группа автоморфизмов изоморфна данной. Результат получен Р. Фрухтом, в основе доказательства — преобразование цветного графа группы, обобщения графа Кэли.